# Хна

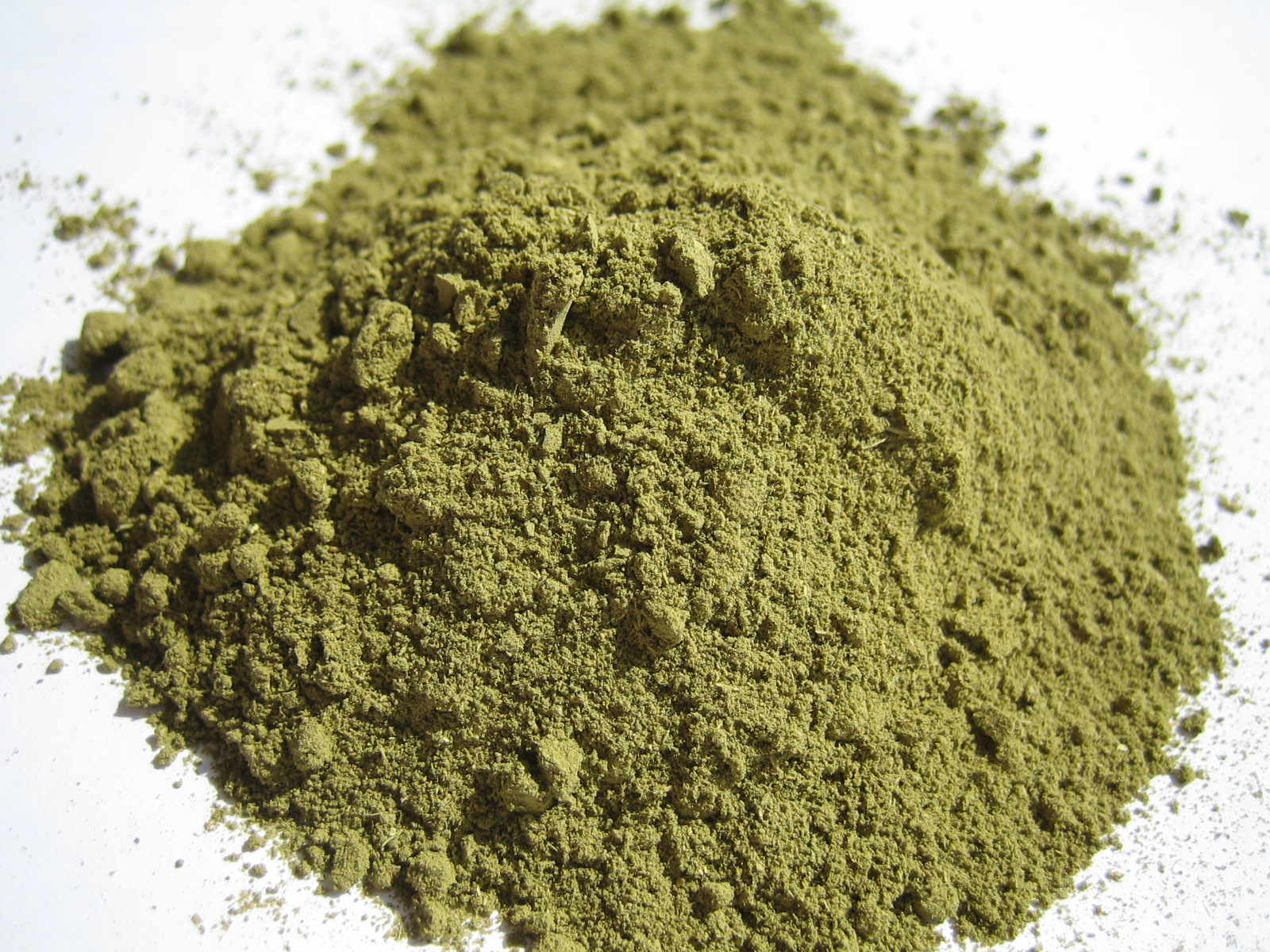
Хна для фарбування волосся

Хна, хенна (араб. حنا) — фарба з висушеного листя лавсонії. Її традиційно використовують для прикраси тіла в Індії, Пакистані, Північній Африці і багатьох арабських країнах. Також називається «рудь»[джерело?]. Етимологія невідома.

## Виготовлення фарби

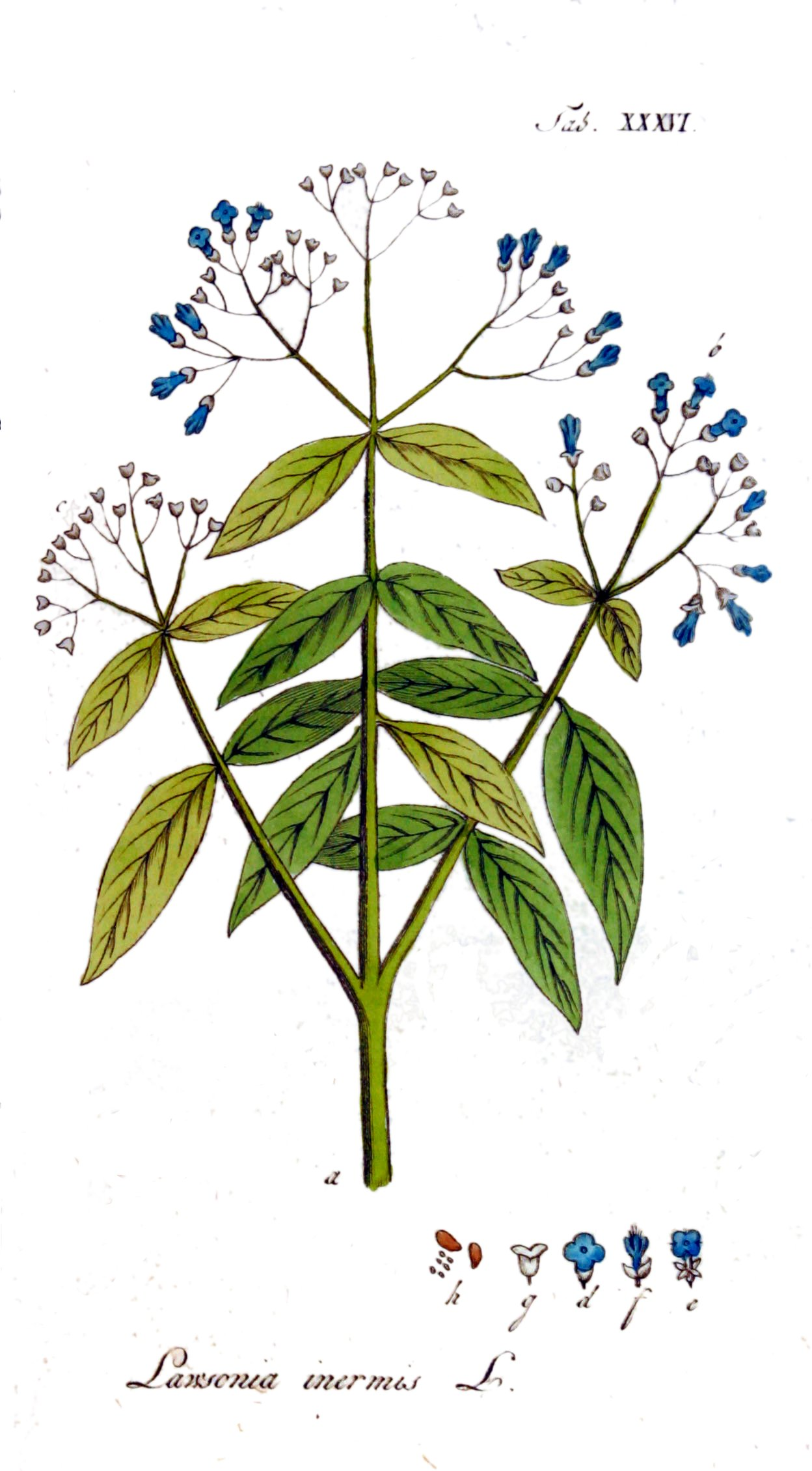
Лавсонія неколюча

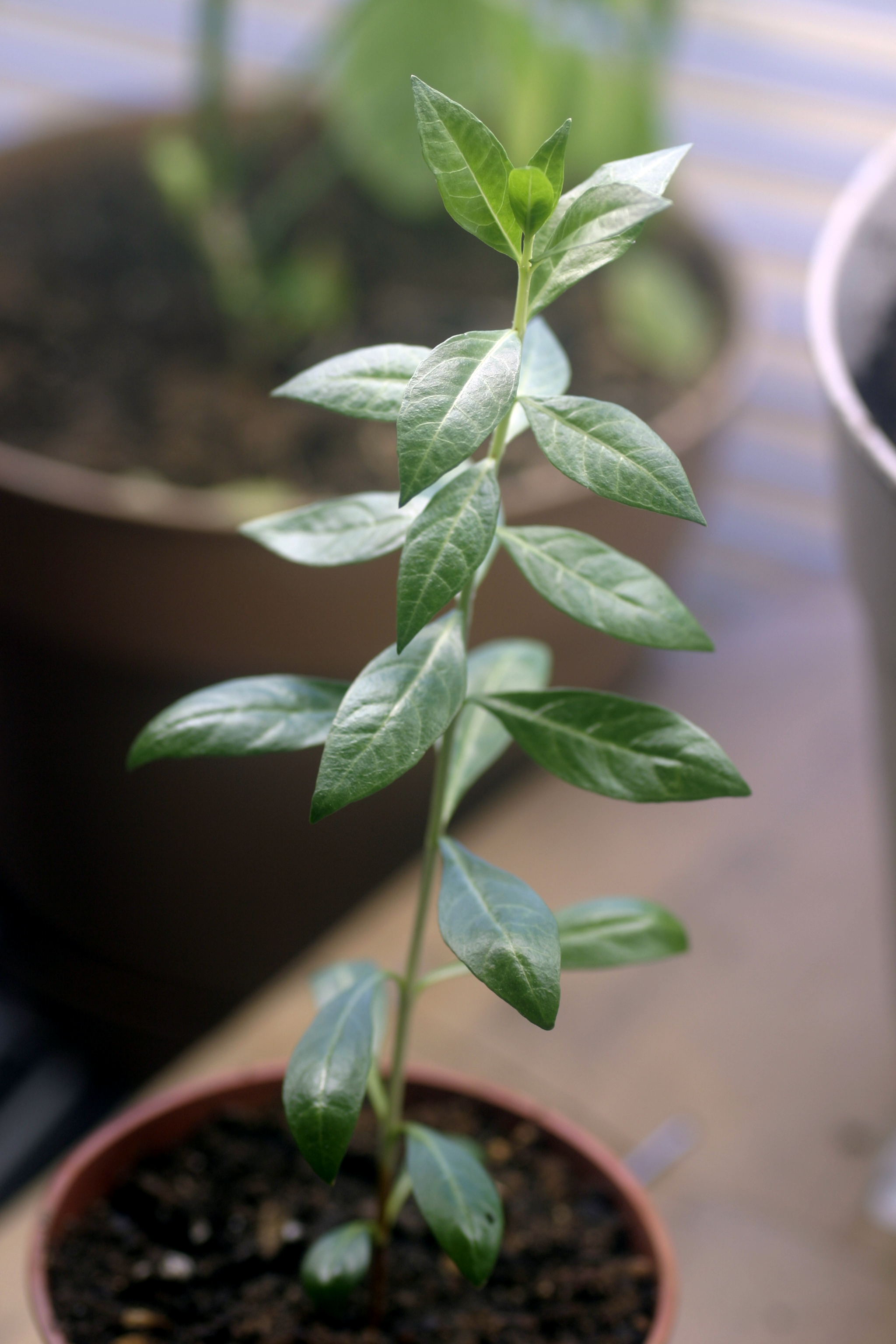
Лавсонія, вирощена в горщику

Кущі лавсонії ростуть в Африці та Азії, а саме: в Індії, Ірані, Пакистані, Афганістані, Непалі, Сирії, Палестині, Ємені, Єгипті, Уганді, Танзанії, Сенегалі, Кенії, Судані, Марокко, Ефіопії, Еритреї, в південному Китаї і на острові Шрі-Ланка. Звичайна висота чагарнику на плантаціях — 2-3 метри, в природних умовах лавсонія може досягати 6 метрів. Листя і квіти хни містять речовини, що можна використовувати для фарбування. У чагарника невелике, широко-ланцетне, блискуче яскраво-зелене листя, з яких і отримують порошок хни. Дрібні, білі або рожеві квіти чагарника, згруповані в суцвіття, мають сильний приємний аромат, що нагадує запах троянди. Суцвіття збирають вручну і в промислових умовах отримують з них ефірні олії, що використовуються в парфумерному виробництві і як елітний засіб для фарбування волосся. В цих регіонах хна відома з давніх часів. Хною користувались ще в Стародавньому Єгипті. Для виготовлення фарби зрізають листя та стебла та поміщають в тіні, щоб зберегти барвник. Потім, коли ті висихають, з них і виробляють фарбу.

## Використання хни
Хну використовують як для фарбування волосся, так і для тіла. Листя, які ростуть на високих гілках, використовують для розпису шкіри, оскільки вони придатніші до забарвлення. Нижні листки йдуть на виготовлення фарби для волосся, їх перемелюють грубіше. Порошок хни негайно ж упаковується і вміщується у вакуум, оскільки фарба досить швидко псується. Різні частини рослини використовуються в медицині для обробки ран, лікування захворювань шкіри, хвороб кісток і головних болів.

### Фарбування волосся

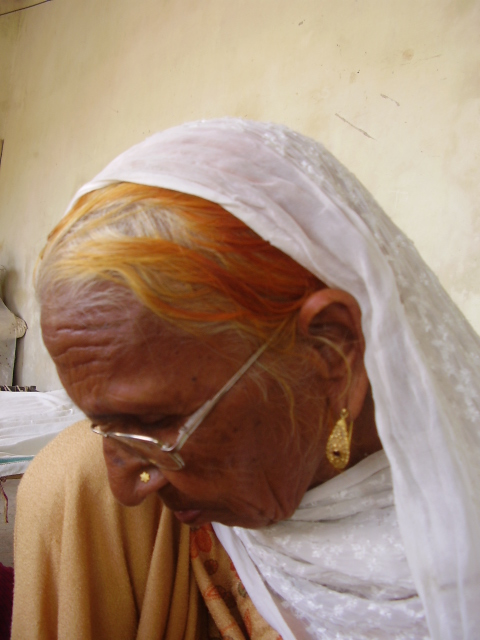
Стара жінка народності панджаб з фарбованим хною волоссям.

Вона надає волоссю насичений мідний колір і гарний блиск, робить волосся жорсткішим, густим і пишним. Є відомості, що ще пророк Мухаммед використовував хну. Хна не має настільки сильних фарбувальних властивостей, щоб повністю змінити природний колір волосся. Хна — фарба, з допомогою якої можна створювати практично будь-який колір від світлого до темного (блонд, русявий, рудий, каштановий, коричневий, чорний), а також природні відтінки. З давніх часів жінки Індії використовували хну для освітлення волосся. Хна, змішана зі спеціальними оліями, накладалася на волосся, і під променями сонця чорне волосся ставало каштановим.

### Розпис тіла

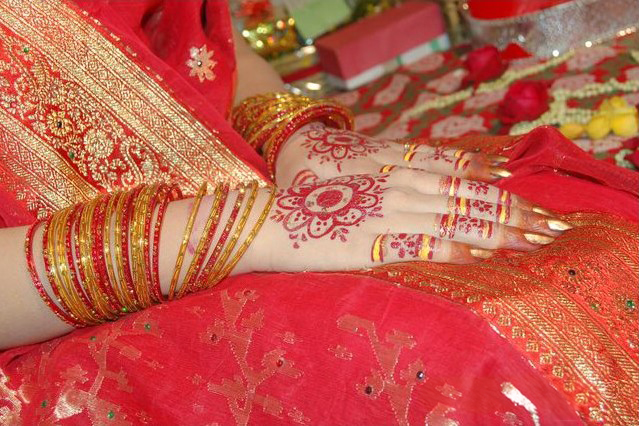
Індійське мехенді

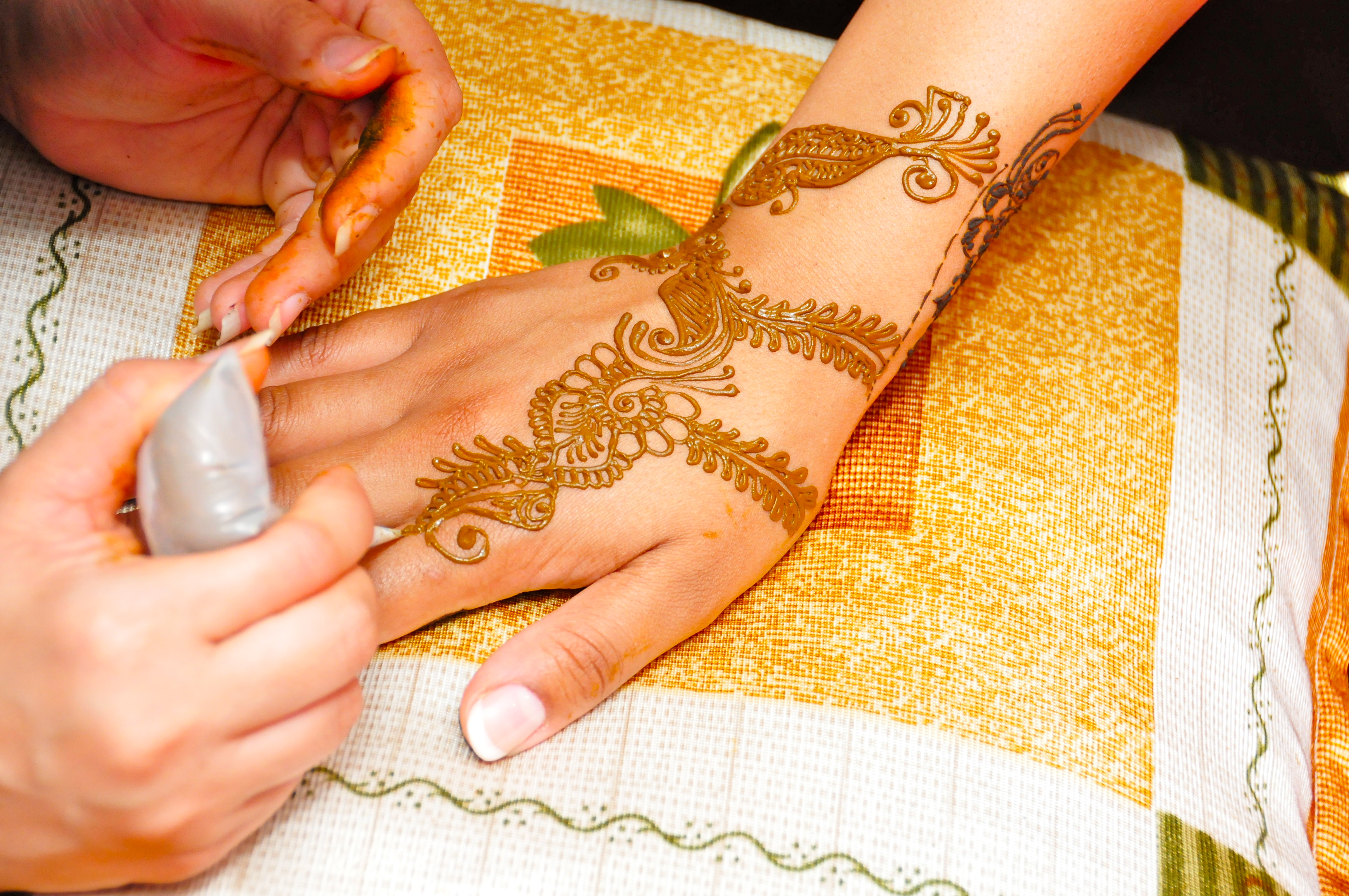
Нанесення декоративного менді

З давніх часів дуже велику популярність в країнах Середньої Азії отримав розпис по тілу з використанням хни в естетичних і релігійних цілях, що зветься мехенді. Малюнок тримається до трьох тижнів і, залежно від добавок, має різні відтінки, від світло-оранжевого до темно-червоного і чорного.
В арабській (та й загалом мусульманській), а також індійській культурах відома так звана «ніч хни». Перед весільною церемонією наречену та її подруг урочисто розмальовують мехенді.
Мехенді прикрашають своє тіло Демі Мур, Наомі Кемпбелл, Мадонна, Анджеліна Джолі, Лінда та Ума Турман.

### Лікування
Лікування хною мало найбільшу популярність в арабських країнах. Оскільки лавсонія має досить сильні дезінфекційні властивості, її використовують для обробки ран, швів, лікування дерматологічних захворювань і хвороб кісток. Так в хадисах у Тірмізи Умм Сальма повідомляє: «при житті пророка Мухаммада не було такої подряпини, чи рани, на яку не наносили б хну в цілющих цілях». Хафіз Аль-Каюм описав, що полоскання хною дуже корисно при стоматиті й виразках язика, щік і губ. Нанесення хни дає заспокійливий ефект при гострих запаленнях і абсцесах. А при болях в спині дуже ефективно нанесення суміші, отриманої з трояндової олії, натурального воску й екстракту хни в олії. Якщо пасту з листя лавсонії накласти на виразки людини, яка хворіє вітряною віспою або віспою, то вони швидко висохнуть, і паста також захистить очі хворого від інфекцій. Можна надати нігтям блиску, якщо нанести на них пасту хни. Після інфекції нігтів можна відновити колишній вигляд пошкодженого нігтя, якщо наносити хну з оцтом. Сухе листя лавсонії чудово відлякує комах. Вважається, що запах хни позбавляє від головного болю і збільшує потенцію.